# Gillis Mostaert

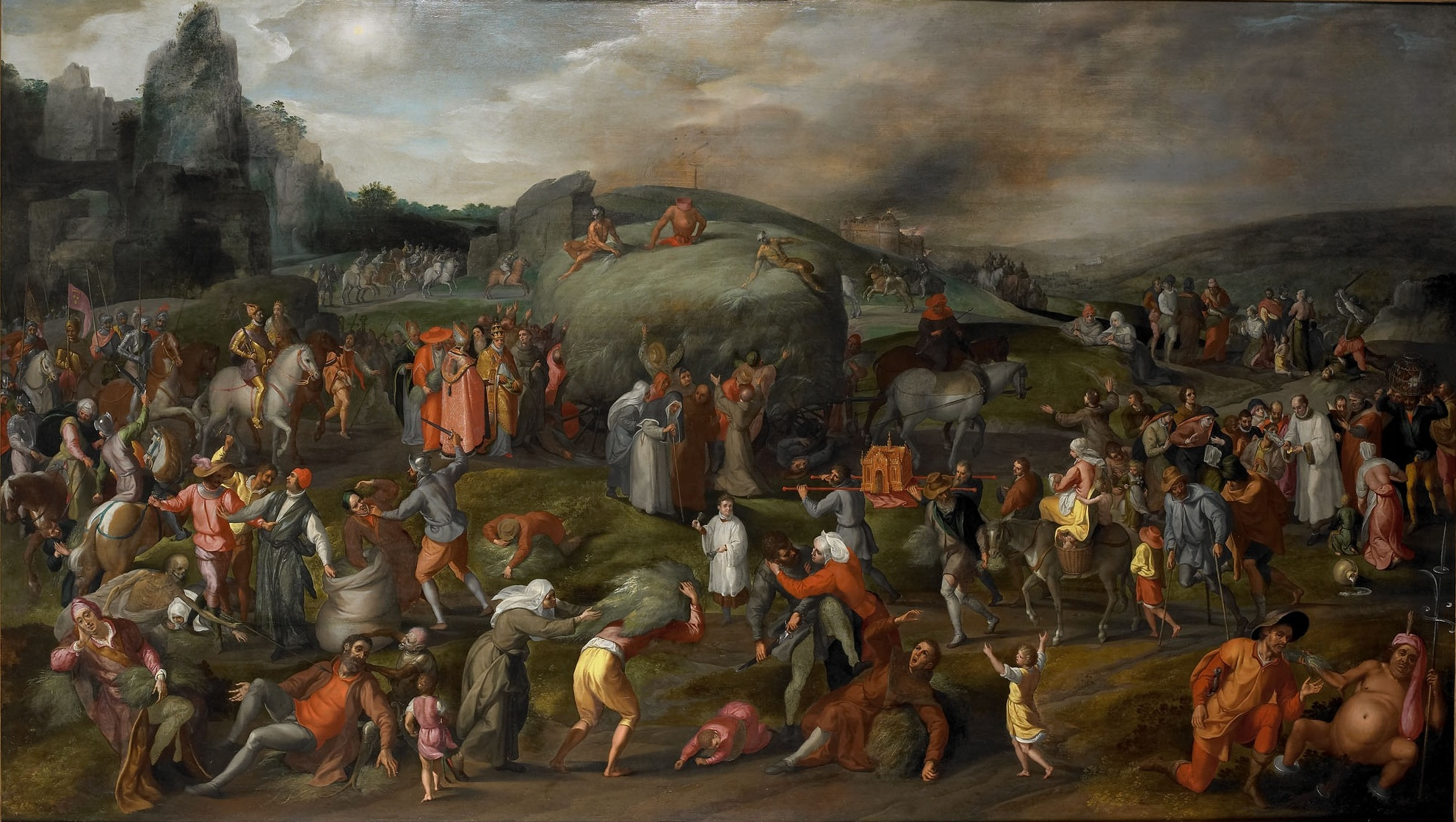
Alegoría de los abusos eclesiásticos y terrenales, 1575 (Museo Catharijneconvent).

Gillis Mostaert (1528 – Amberes, 28 de diciembre de 1598) fue un pintor flamenco, representante del paisaje manierista, aunque pintó gran variedad de temas, incluyendo pintura religiosa, de batallas y escenas de género.
Según Karel van Mander, su padre era de Hulst, cerca de Amberes. Según la  RKD, era pintor, pero no se encargó del aprendizaje de sus propios hijos, sino que los envió a su propio padre, Jan Mostaert, que mantenía su taller en Haarlem.  Gillis tenía un hermano gemelo (tan parecido que ni sus propios padres podían distinguirlos), Frans Mostaert, que también se hizo pintor. Tras su aprendizaje inicial, Gillis estudió con Jan Mandijn y Frans con Herri met de Bles. Los hermanos Mostaert entraron a la vez en la Guilda de San Lucas de Amberes en 1554. Posiblemente volvieron a Amberes con su abuelo, que murió allí más tarde.
Se casó con Margareta Baes en 1563, con la que tuvo seis hijos.